# Carnaval de Cholet
Le carnaval de Cholet, organisé par le comité des fêtes de Cholet (Maine-et-Loire), se déroule au mois d'avril ou mai durant une semaine.

## Historique
À la fin du XIXe siècle, le succès de deux grandes manifestations festives —  la cavalcade « Cholet à travers les âges » du 23 août 1885 et la cavalcade historique des 20 et 21 juin 1896 — suscite la création d'un comité des fêtes en mai 1905 qui organise dès l'année suivante la première Mi-carême. Pour les premiers défilés le commissaire de police en uniforme ouvre le cortège que termine un piquet du 77erégiment d'infanterie en grande tenue.
Entre 1915 et 1919, les défilés sont annulés en raison de la guerre. L'année 1920 voit le retour de la Mi-carême. Lors de cette 10e édition les Choletais défilent sans char.
De 1940 à 1945, la Mi-carême est à nouveau interrompue par la guerre. Dès 1946 Les carnavaliers reprennent leur fabrication autour du thème de la Libération.
Dès 1946, René Guinoiseau, sur un mini-vélo, aux côtés, à bord ou sur le capot de la voiture publicitaire du Courrier de l'Ouest, prend progressivement une place majeure pour les enfants, dans l'animation de l'imposante caravane précédant le défilé de l'époque. Il incarne « M. Mouche », personnage de la bande dessinée d'Armand Godet.
Le 9 mars 1949 se déroule la 1re parade de nuit. Le défilé de jour est tout juste terminé qu'une équipe illumine son char et arpente de nouveau les rues. Cela devient une coutume et plus encore, la fierté des carnavaliers choletais. Éparpillés jusqu'ici dans Cholet et ses alentours, les « carnavaleux » s'unissent et créent l'amicale des carnavaliers de Cholet (ACC).
En 1952, l'amicale construit un hangar autofinancé dans le quartier des Roches à Cholet qui permet la construction de sept chars. Les autres chars voient le jour dans des granges louées par l'amicale.

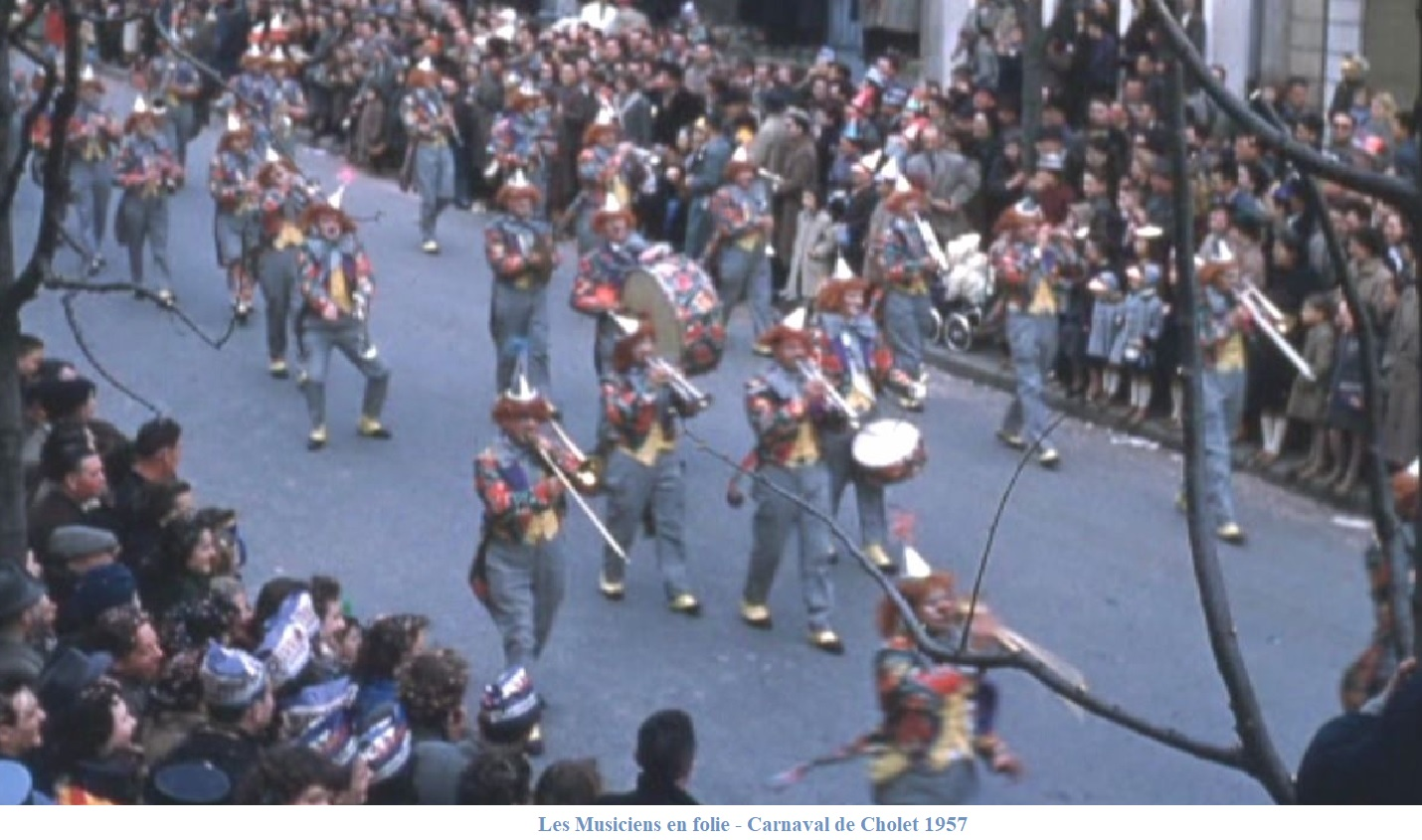
Les Musiciens en Folie 1958 (fanfare de Cholet créée par Georges Gambert en 1957).

En 1957, Georges Gambert crée « Les Musiciens en Folie », groupe musical aussi farfelu que rigoureux qui atteint des sommets de popularité. Depuis 1958, le groupe participe à tous les carnavals de Cholet.
En 1959, l'amicale affirme son identité et s'honore de son 1er logo. À la suite de différends avec le comité des fêtes, les carnavaliers organisent leur propre Mi-carême : dix-huit chars défilent et la fête est un véritable succès. En 1960, le torchon brûle entre l'amicale et le comité des fêtes ; les carnavaliers décident de défiler dans la commune voisine de Mortagne-sur-Sèvre. Parmi les chars, le public découvre « Le Grand Jeu » : un taureau, représentant le comité des fêtes de Cholet, qui encorne un lion symbolisant les carnavaliers. En 1962, tout rentre dans l'ordre et les carnavaliers réintègrent la Mi-carême de Cholet.
À partir de 1971, le défilé de nuit évolue en technicité : les chars dépassent cette année-là les 1 500 ampoules. À la suite de la démolition de l'atelier des Roches, la Ville de Cholet et le comité des fêtes financent la construction d'un hangar de 700 m2 à proximité du centre technique municipal. Une partie est réservée au comité pour la construction de deux chars, le reste étant laissé à la disposition de l'amicale ; huit boxes permettent la construction de huit grands chars, le centre du hangar pouvant accueillir entre quatre et huit autres réalisations. En 1976 le comité des fêtes quitte l'atelier et laisse l'ensemble du site à l'amicale des carnavaliers.
En quelques années, le nombre des ampoules se multiplie ; en 1980 certains chars comptent jusqu'à 3 000 lampes gérées par ordinateur sur un système créé par les carnavaliers. À partir de 1984, les défilés de jour et de nuit sont séparés d'une semaine. Les carnavaliers ont désormais cinq jours pour habiller leurs chars pour la parade nocturne : ils en profitent pour améliorer leurs techniques.
En 1985, une équipe se constitue dans la commune voisine de Saint-Christophe-du-Bois. Bien qu'elle soit entièrement autonome, cette nouvelle équipe est en étroite relation avec l'amicale des carnavaliers. Depuis l'arrivée de l'ordinateur dans la gestion des éclairages, ceux-ci ne cessent de faire évoluer leur technique avec plus de 7 000 ampoules par char.
En 1990, la Mi-carême est rebaptisée « Carnaval », le calendrier liturgique n'étant plus respecté pour les défilés. En 1994, un foyer est construit à côté de l'atelier des carnavaliers. Il porte le nom de Raymond Russon, ancien président de l'amicale.
En 1995, la municipalité décide la gratuité des entrées du défilé de jour et devant le succès, l'année suivante, le défilé de nuit est à son tour gratuit.
En 1999, à l'occasion de ses 50 ans, l'amicale des carnavaliers édite une série de 50 cartes postales en souvenir des 50 années de défilé. L'ensemble de l'atelier est agrandi, remis aux normes et aménagé en douze cases autonomes.
En 2000, la barre des 20 000 ampoules sur un char est atteinte ; une technicité de pointe se développe et plus de 230 000 lampes illuminent l'un des plus impressionnants défilés de nuit de France. En 2006, le carnaval fête son centenaire. En 2009, les diodes électroluminescentes (LED) commencent à remplacer les ampoules traditionnelles.
Le 23 janvier 2010 marque les 60 ans de l'amicale des carnavaliers de Cholet ; anciens et nouveaux partagent leurs souvenirs et préparent l'avenir. En 2011, le nombre de 30 000 ampoules sur un char est atteint.
Le 8 novembre 2016, l'amicale des carnavaliers — qui vient d'élire un nouveau président — annonce la présentation, le 19 novembre 2016, d'un livre retraçant l’histoire du carnaval. En outre les carnavaliers disposeront de nouveaux locaux au printemps 2017.
En 2017, à l'issue des festivités, les carnavaliers ne rentrent pas les chars dans leur hangar habituel mais dans un nouvel atelier mis à disposition par la municipalité à quelques dizaines de mètres de l'ancien site et qui offre quatre fois plus de surface.
En 2020 et 2021, toutes les festivités liées au carnaval sont annulées en raison de la pandémie de Covid-19 et reportées à 2022. Pendant la période de confinement, le 23 avril 2020, l'amicale des carnavaliers perd l'un de ses plus anciens membres, Claude Grolleau (dit « P'tit Claude ») âgé de 75 ans.

## Organisation

### Reines, rois, ambassadrices

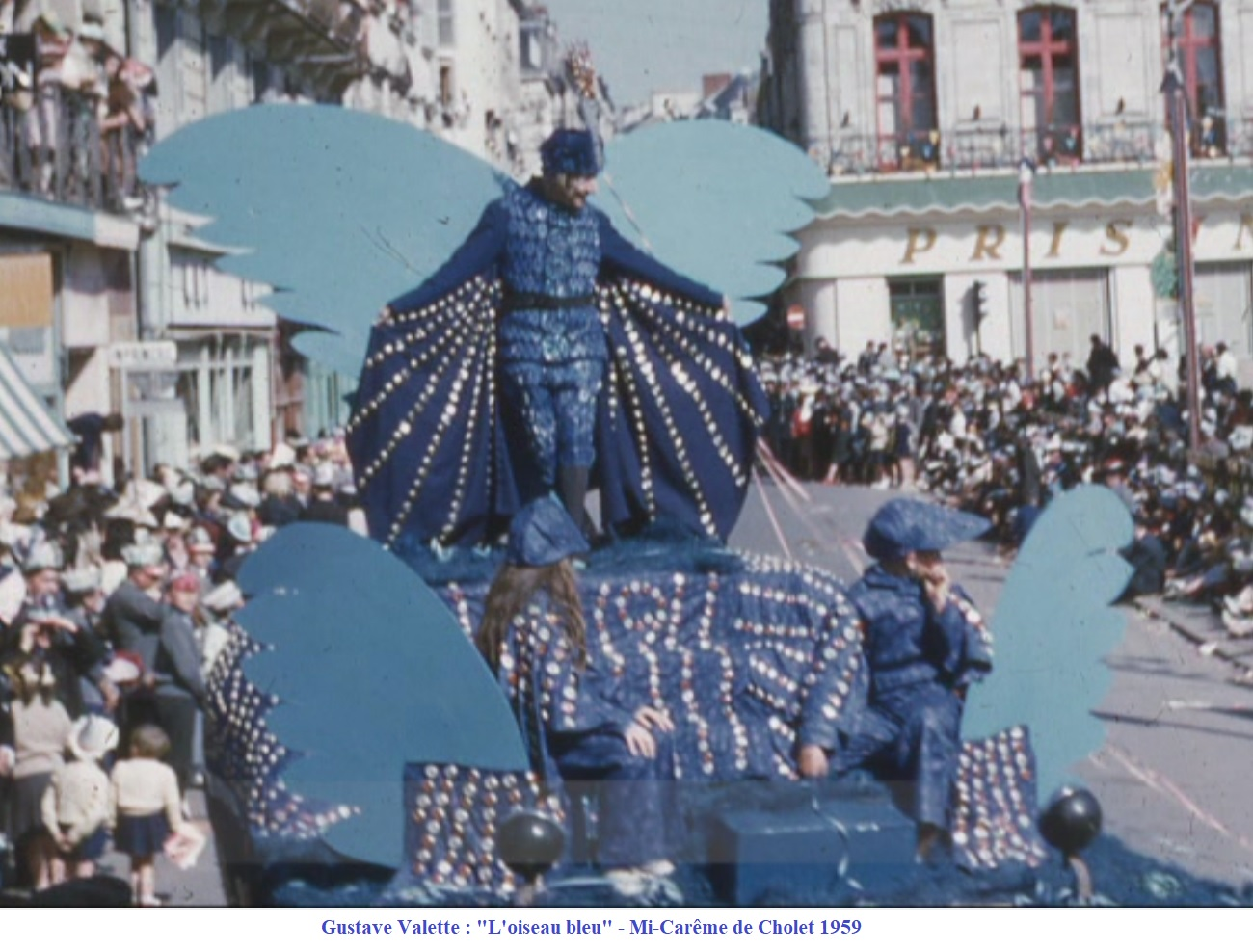
Gustave Valette : L'oiseau bleu - Mi-Carême 1959 Cholet.

Une des traditions liées au carnaval est qu'il soit présidé par trois personnes représentant les Choletais. À partir de 1908 il est décidé de procéder à l'élection d'une reine du carnaval et de deux demoiselles d'honneur. Jusqu'en 1966, ces majestés sont désignées par un vote de leurs collègues de travail dans les différentes activités de la ville : tissage, confection, agriculture, métallurgie, électronique. De 1966 à 1980, l'élection est ouverte à toutes les jeunes filles répondant aux critères d'âge fixés par le comité des fêtes et à partir de 1981 elles prennent le titre d'ambassadrices. Le jour du carnaval elles défilent sur un char spécialement aménagé pour les mettre en valeur. Elles sont reçues solennellement par les autorités municipales,.
Depuis le début des années 1990, l'élection a lieu par le public à l'occasion d'une soirée festive organisée par le comité des fêtes. Les ambassadrices, en plus du carnaval, sont présentes à toutes les organisations importantes de la ville (jumelages, manifestations sportives, cérémonies officielles). En plus de l'hommage de la foule elles reçoivent des cadeaux (vêtements, accessoires, bijoux, voyages) de la part des organisateurs et des commerçants.
Certaines années un « Roi Carnaval » est désigné, soit par ses collègues de travail, soit par le comité des fêtes ou l'amicale des carnavaliers. Il participe également aux défilés. En 2014, ce rôle est dévolu au doyen des carnavaliers, Raymond Langlois, ancien président de l'amicale mort le 3 mars 2015 à l'âge de 89 ans. Le 12 février 2024, le conseil municipal de Cholet donne son nom à une rue de la ville.
Pendant quarante ans, dans la première moitié du XXe siècle un Choletais, Gustave Valette, a mis sa fierté à gagner tous les ans le premier prix, à titre individuel, des carnavaliers costumés consacrant tout son temps à choisir les tissus et à les coudre pour réaliser lui-même ses costumes qui lui ont valu le titre de « Roi de la fête ».

### Construction des chars

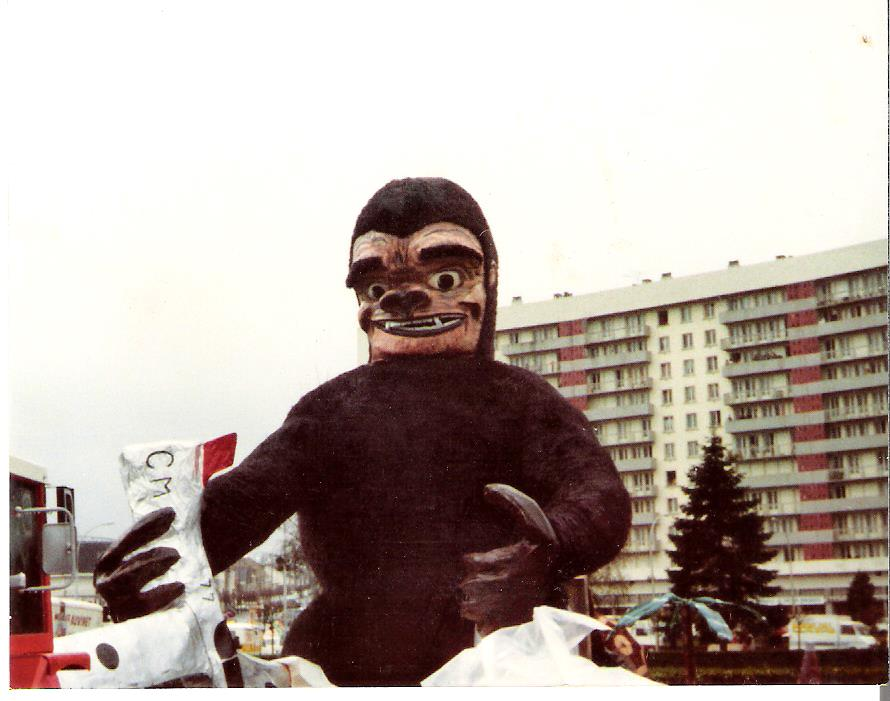
King-Kong : char recouvert de fourrure synthétique (1977).

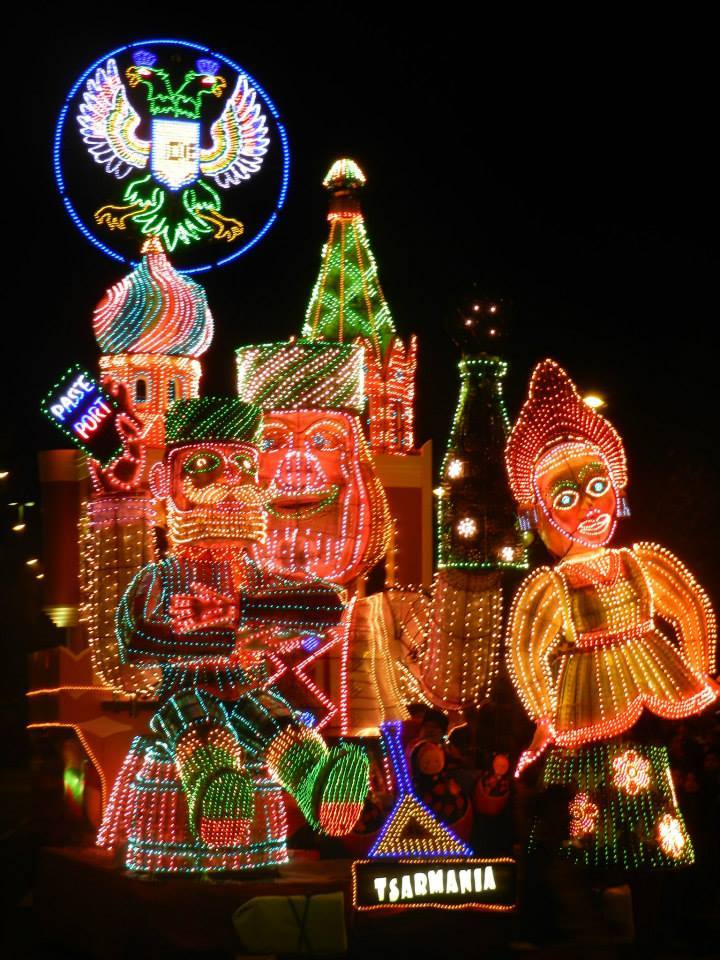
Char illuminé au défilé de nuit.

Certaines usines participent parfois à la construction d'un char, telle la Société française radio-électrique (SFR) en 1939.
Les plateaux servant de supports aux chars sont soit d'anciens autobus soit d'anciens châssis de camions. Les chars peuvent mesurer jusqu'à huit à dix mètres de hauteur pour une longueur de dix mètres et une largeur de quatre à cinq mètres. Ils sont tous composés d'éléments articulés dont la mise en place définitive et le déploiement s'effectuent à l'extérieur de l'atelier, avant chaque défilé.
Les méthodes de construction des chars évoluent au cours des années avec l'utilisation de différents matériaux. Pendant longtemps la base de la construction est une ossature en bois (madriers, chevrons, tasseaux) sur laquelle sont fixés des cercles de châtaignier refendu habillés de grillage. Dans les mailles de ce grillage est introduit du « frison » (sorte de paille de bois servant aux emballages) pour obtenir la forme définitive de l'élément qui est ensuite recouverte de toile de jute cousue puis enduite de plâtre avec un additif (colle d'os) pour une prise plus rapide. Avec la difficulté de se procurer les cercles de châtaignier, puis la toile de jute, apparaît la technique du papier collé. Des lambeaux de papier journal sont collés directement sur le grillage en plusieurs épaisseurs, la dernière couche étant souvent en carton léger. En 1977, une équipe réalise un char représentant King Kong dont le corps est recouvert de fourrure synthétique.
À partir des années 1980, l'armature principale est composée de métal (IPN, tubes, cornières, ferraille de récupération, fer à béton) soudé à l'arc électrique. Vers 1990 le polystyrène change complètement la fabrication. Les sujets sont alors sculptés directement dans des blocs de ce matériau puis recouverts de papier journal comme précédemment avec le grillage. Dans toutes les techniques la touche finale est apportée par la peinture et les accessoires.
Les articulations qui ont commencé avec des câbles ou manuellement sont devenues plus affinées avec l'utilisation de moteurs d'essuie-glaces remplacés par des vérins pneumatiques ou hydrauliques.
Pour l'éclairage, après l'utilisation des batteries de voitures — jusqu'à 25 batteries reliées en parallèle — les groupes électrogènes apportent une source de puissance électrique qui permet, avec l'avènement des ordinateurs pour programmer les jeux de lumière, de faire du défilé de nuit une véritable féerie lumineuse.
Avec ces différentes évolutions, la réalisation des chars fait de plus en plus appel à des compétences spécialisées : soudage, pneumatique, électricité, hydraulique, programmation informatique. Avant tout le carnavalier est un bon bricoleur.

### Préparation des groupes festifs

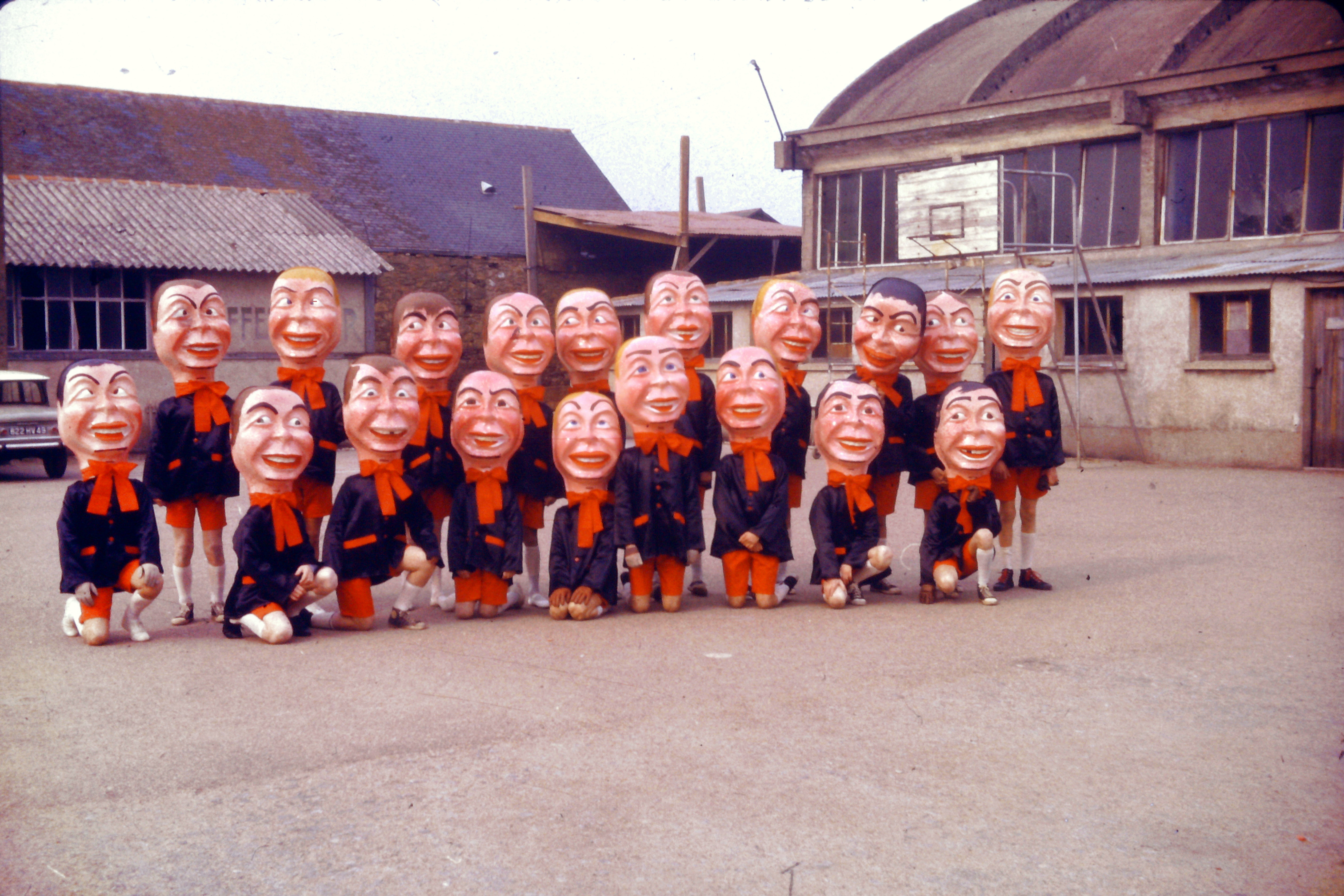
Groupe de grosses têtes : l'école est finie (1964).

En plus des chars à construire, il y a aussi les costumes à confectionner, spécialité choletaise, parfois même des personnages aux allures de géants. Des groupes dansants sont formés sur place (enfants, ados, adultes, toutes générations confondues) et participent aux réjouissances. 
L'animation musicale est assurée par des groupes musicaux (fanfares, bandas) ; certains viennent de la région choletaise souvent costumés dans le thème du char qu'ils accompagnent, d'autres arrivent de beaucoup plus loin (Allemagne, Suisse, Pays-Bas, Belgique). Depuis de nombreuses années, un groupe de carnavaliers, « les Farfelus » de la Rochelle participe au carnaval de Cholet.

### Équipes de carnavaliers
Dès le mois de septembre, de nouveaux chars sont conçus. Chaque char est sous la responsabilité d'une association de carnavaliers bénévoles de tous les âges et de tous les milieux socio-professionnels. Pour 2014, en voici la liste colorée : « les Accrochars », « les Acharnés », « les Barjots », « les Bricolo-Dingo », « Les Frappadings », « Les Galopins », « les Cerfs-Pantins », « les Diablotins » (devenus « les Charlatans » en 2024), « la Compagnie Maskacircus », « Skizo Carnaval », « System'D » ; la plupart de ces associations sont regroupées en amicale : l'amicale des carnavaliers de Cholet. Une équipe indépendante de l'amicale — « les Robinsons » — et deux autres associations  à part entière participent également à la construction de chars : « les Rétro-Carnavalo » de Saint-Christophe-du-Bois, commune proche de Cholet et « les Copains d'abord ». Cette dernière équipe a la charge de construire le char des ambassadrices ainsi qu'un autre char qui est brûlé à l'issue du deuxième défilé pour clôturer les festivités.

### Après la fête
Après chaque carnaval, certains chars voyagent vers d'autres festivités, les autres sont démontés et revendus par éléments ou en entier aux organisateurs de fêtes qui sont intéressés. Les costumes et accessoires peuvent être loués.

### Quand le mauvais temps s'invite à la fête
Plusieurs fois les conditions météorologiques (fortes pluies, vent violent ou risque de grêle) ont rendu nécessaire le changement de date d'un défilé.
En 1989, le défilé de nuit prévu à 21 h 00 est reporté en juin, des trombes d'eau s'étant abattues sur la ville vers 17 h 00.
En 2004, c'est le défilé de jour qui est victime de la météo. Il est reporté au dimanche suivant c'est-à-dire le lendemain du défilé de nuit. Les carnavaliers ont alors réalisé un véritable exploit ; rentrant les chars dans le hangar après le défilé de nuit, vers 2 h 00 du matin, ils ont aussitôt commencé le démontage des éclairages — et accessoirement effectué les retouches de peinture nécessaires — pour préparer le défilé de jour débutant à 14 h 00 le même jour. Certains ont ainsi passé près de 48 heures sans rentrer chez eux.
En 2014, le défilé de jour connaît aussi un report, trois semaines plus tard, le défilé de nuit étant maintenu le samedi ; l'évolution dans la complexité des installations électriques ne permet plus de renouveler l'exploit de 2004.
À nouveau en 2015, le défilé de jour, annoncé pour le 26 avril, est reporté au 7 juin en raison des mauvaises conditions météorologiques ainsi que le défilé de nuit, prévu pour le 2 mai, qui est repoussé au 5 juin ; c'est la première fois que les deux défilés doivent être décalés. Les carnavaliers ont donc eu seulement la journée du 6 juin plus quelques heures de nuit pour démonter tous les accessoires d'éclairage et remettre en forme les chars pour le défilé de jour. Les défilés ont été repoussés aussi tard en raison des jours fériés, des ponts du mois de mai et des autres animations locales prévues.
Ces aléas entraînent aussi un surcroît de travail pour les organisateurs (modification des programmes, recherche de nouveaux groupes musicaux) et les services techniques municipaux chargés du démontage (sous la pluie) puis du remontage des tribunes mobiles, des barrières de sécurité, des panneaux de circulation et autres mobiliers urbains.

## Programme de la semaine carnavalesque à Cholet
L'ensemble des manifestations s'étale sur neuf jours pendant lesquels se tient une fête foraine.
Le vendredi a lieu l'ouverture du carnaval avec le « baptême des chars » et la remise symbolique des clés de la ville aux ambassadrices par Monsieur le Maire.
Le samedi après-midi, des animations musicales sont organisées avec les différents groupes dans le centre-ville et prolongées en soirée par un feu d'artifice et une animation musicale place du 8-Mai-1945.
Le défilé de jour se déroule le dimanche après-midi en empruntant des rues spécialement aménagées : surélévation des lignes téléphoniques et électriques, enlèvement préalable des véhicules gênants et obstacles (îlots directionnels).
Le « lundi de carnaval » a été longtemps chômé à Cholet la plupart des entreprises ayant pour habitude de fermer pour permettre aux carnavaliers de se reposer et d'avancer dans la préparation de leurs chars pour le défilé de nuit. En 2024, seules quelques entreprises perpétuent cette coutume.
Le mardi est le jour du « carnaval de l'âge d'Or » (repas et après-midi dansant à la salle des fêtes).
Le mercredi c'est le carnaval des enfants : déambulation dans les rues du centre ville avec les divers centres aérées du choletais ainsi que des familles ; à l'issue du petit défilé, un spectacle enfantin est proposé sur la place Travot. 
Le jeudi est le « carnaval des aînés » (repas le midi à la salle des fêtes, retransmission du défilé de jour) avec en soirée une course cycliste (catégorie 1 et 2) dénommée « grand prix du carnaval ».
La semaine de festivités se termine le 2e samedi par le défilé de nuit— considéré comme la plus belle parade nocturne de France — et l'embrasement du char à brûler place du 8-Mai-1945.
En 2020, toutes les festivités ont été annulées en raison de la crise sanitaire provoquée par la Covid-19.